# Диоцез Азия
Диоцез Азия (лат. Dioecesis Asiana, греч. Διοίκησις Ασίας / Ασιανής) — один из диоцезов Поздней Римской империи, входил в состав преторианской префектуры Востока.
Диоцез был создан после реформ Диоклетиана и был упразднен в ходе реформ Юстиниана I в 535 году. Включал в себя одиннадцать провинций: Азия, Геллеспонт, Памфилия, Кария, Лидия, Ликия, Ликаония, Писидия, Фригия Пакациана, Фригия Салютария и Инсулия. Административный центр диоцеза находился в Эфесе.